# Südafrikanische Union
Die Südafrikanische Union (afrikaans Unie van Suid-Afrika, englisch Union of South Africa) ist der historische Vorgänger der modernen Republik Südafrika. Sie entstand am 31. Mai 1910, wenige Jahre nach dem Zweiten Burenkrieg, durch den Zusammenschluss der vier britischen Kolonien Kapkolonie, Natal, der Oranjefluss-Kolonie sowie Transvaal. Ab 1919 unterstand Südwestafrika, das heutige Namibia, als Völkerbund-Mandat ebenfalls der Verwaltung der Südafrikanischen Union. Als Dominion innerhalb des Britischen Empire erlangte die Union 1934 ihre faktische Unabhängigkeit von Großbritannien. Innenpolitisch kennzeichnete sich der Staat durch die Apartheid, ein autoritäres System der strikten Rassentrennung, welche die politische und wirtschaftliche Vormachtstellung der weißen Bevölkerungsminderheit garantierte. Nach einem Referendum löste sich die Südafrikanische Union am 31. Mai 1961 aus dem Commonwealth of Nations und nahm die Staatsform einer Republik an.

## Innenpolitik

Seefahrtsflagge der Südafrikanischen Union bis 1951 und inoffizielle Nationalflagge 1910 bis 1912. Offizielle Flagge war der Union Jack.

Die Südafrikanische Union setzte sich aus den vier Provinzen Kapprovinz, Transvaal, Natal und Freistaat zusammen und war, anders als Kanada oder Australien, keine Föderation. Die einzelnen Parlamente wurden abgeschafft und durch Provinzräte ersetzt. Die Legislative der Union war ein Zweikammer-Parlament, bestehend aus dem House of Assembly und dem Senat, die beide zum größten Teil durch die weiße Bevölkerungsminderheit gewählt wurden. Zwischen den Provinzen bestanden Rivalitäten in Bezug auf den Sitz der Hauptstadt. Die Kompromisslösung bestand darin, dass Kapstadt Parlamentssitz, Pretoria Regierungssitz und Bloemfontein Sitz des obersten Gerichts wurde. Die Hauptstadt der Provinz Natal, Pietermaritzburg, bekam eine finanzielle Entschädigung. Am 15. September 1910 fanden die ersten Parlamentswahlen statt, die von der Partei Het Volk gewonnen wurde, die sich zuvor mit anderen Parteien zur South African Party (SAP) zusammengeschlossen hatte. Die SAP erhielt 55,37 Prozent der Wählerstimmen und 67 der 121 Parlamentssitze, die Unionistische Partei (Unionisteparty) holte 32,23 Prozent und 39 Sitze. Dabei war das Wahlrecht in der Kapprovinz und Natal an den Landbesitz gebunden, während im Freistaat und Transvaal auch nach der Unionsgründung Schwarze kein Wahlrecht besaßen. Bereits ab den ersten Jahren der Union wurden „rassenpolitische“ Denkweisen als Konstruktion eines Privilegiensystems schrittweise zum bestimmenden Wesensgehalt der praktizierten Innenpolitik. Diesbezüglich löste der 1913 in Kraft getretene Natives Land Act die Gründung des South African Native National Congress (SANNC), später der ANC, als politische Organisation der „zivilisierten Schwarzen“ aus. 1914 gründete der wegen seiner pro-burischen Haltung aus der Regierung entlassene Barry Hertzog die Nasionale Party. Die beiden Parteien sollten die Geschichte Südafrikas im 20. Jahrhundert entscheidend prägen.
Erster Premierminister wurde der ehemalige Buren-General Louis Botha, der als Zeichen der Aussöhnung sowohl britische als auch burische Minister in sein Regierungskabinett aufnahm (Kabinett Louis Botha I).
Die Fläche und Bevölkerung verteilten sich folgendermaßen auf die vier Provinzen:
| Provinz               | Fläche in km² | Einwohner in 1.000 (1951) | Einwohner je km² (1951) | Verwaltungssitz           |
| --------------------- | ------------- | ------------------------- | ----------------------- | ------------------------- |
| Kapland               | 717.707       | 04.417                    | 06                      | Kapstadt                  |
| Natal                 | 091.383       | 02.409                    | 26                      | Pietermaritzburg          |
| Oranjefreistaat       | 128.583       | 01.018                    | 08                      | Bloemfontein              |
| Transvaal             | 286.059       | 04.802                    | 17                      | Pretoria                  |
| Südafrikanische Union | 1.223.732     | 12.646                    | 10                      | Pretoria (Regierungssitz) |

## Außenpolitik

Inoffizielle Nationalflagge 1912 bis 1928 in geändertem Design. Offizielle Flagge war weiterhin der Union Jack.

Als selbst regiertes Dominion des Empire und später des Commonwealth verblieb die Union unter der britischen Krone, die in Südafrika durch einen Generalgouverneur repräsentiert wurde. Ein Premierminister stand an der Spitze der Regierung. Louis Botha, ein früherer Burengeneral, wurde der erste Premierminister der Union an der Spitze einer Koalition, die die weißen Buren sowie die überwiegend englischsprachigen übrigen Weißen repräsentierte. Im Gegensatz zu den anderen Dominions Kanada, Australien, Neuseeland, dem Irischen Freistaat und Neufundland waren die Weißen in Südafrika in der Minderheit und konnten die politische Macht nur durch Beschränkung der Rechte der schwarzen Mehrheit bewahren. Die Union erhielt mit dem Statut von Westminster am 11. Dezember 1931 wie die anderen Dominions die gesetzgeberische Unabhängigkeit von Großbritannien.

## Konflikte
Neben den rassistisch aufgeladenen Interessensgegensätzen unter den europäischen und nichteuropäischen Einwohnergruppen war der Gegensatz zwischen den „rassenpolitisch“ gemäßigteren, englischsprachigen pro-britischen Weißen und den Niederländisch bzw. Afrikaans sprechenden Buren ein weiterer zentraler innenpolitischer Konflikt, der das halbe Jahrhundert des Bestehens der Union prägte. Die Union stand zwar in beiden Weltkriegen an der Seite Großbritanniens, geriet aber nach der Bildung einer Alleinregierung durch die burische Nasionale Party 1948 immer mehr in eine gegensätzliche Position zum ehemaligen Mutterland. Als Folge davon löste die Südafrikanische Union ihre Bindungen zur britischen Krone, führte 1960 eine diesbezügliche Volksabstimmung (Referendum in Südafrika 1960) durch und wurde am 31. Mai 1961 zur Republik Südafrika, die das Commonwealth wegen der internationalen Kritik an der Apartheidspolitik verließ.
Ein mehrfach aufflammender außenpolitischer Konflikt war in der südafrikanischen Verwaltungspraxis bezüglich des vom Völkerbund erteilten und nach 1945 von der UNO bekräftigten Mandats für Südwestafrika begründet. Die frühzeitig erkennbare Neigung Südafrikas in den 1920er Jahren und das nach 1948 deutlicher hervortretende Interesse an einer Inkorporation der ehemaligen deutschen Kolonie in das Staatsgebiet der Union wurde international entschieden abgelehnt. Die internationale Kritik bezüglich der ausgeübten Verwaltung und zur Menschenrechtslage in South West Africa/Namibia hielt nach dem Ende der Südafrikanischen Union (31. Mai 1961) an.
Ihre Streitkräfte hatte die Union, seit deren Gründung die Union Defence Force und ab 1958 die South African Defence Force, mehrfach bei innen- und außenpolitischen Konflikten eingesetzt. Die Beteiligung selbst auf Seite der Alliierten im Zweiten Weltkrieg führte zu einer mehrjährigen innenpolitischen Spannung zwischen Buren sowie den pro-britisch orientierten Politikern und Bevölkerungskreisen.